# Edward Bach
Edward Bach (pronuncia inglese [ˈɛdwərd ˈbætʃ]; Moseley, 24 settembre 1886 – Didcot, 27 novembre 1936) è stato un medico e scrittore britannico, ricordato per i suoi rimedi terapeutici pseudoscientifici che prendono il nome di Fiori di Bach.

## Biografia
Edward Bach, nato a Moseley, oggi piccolo sobborgo di Birmingham, nelle West Midlands dell'Inghilterra, crebbe nelle campagne del Galles, la terra della sua famiglia; manifestò sin da bambino una forte sensibilità per ogni forma di vita, che sarebbe poi stata determinante per la sua formazione e le scelte fatte da adulto.
Già a sei anni prese la decisione di fare il medico; si laureò in medicina nel 1912 all'University College di Londra.
Appena laureato, Bach fece molta pratica ospedaliera, un'attività che lo entusiasmava e lo interessava. Tuttavia si distaccò presto dai colleghi, che egli giudicava in errore nell'approccio meccanicistico di concentrarsi più sulla malattia che sulla persona, più sull'organo malato che sul paziente.

### Le prime scoperte
Dopo aver lavorato in reparto per alcuni anni, non soddisfatto dell'approccio tradizionale abbandonò il reparto di chirurgia dell'Ospedale dello University College appena un anno dopo il suo ingresso. Per un breve periodo esercitò la professione medica nel reparto di chirurgia d'urgenza presso il Temperance Hospital, fino a che non dovette lasciare per problemi di salute. Nel 1912 si cominciò ad interessare all'immunologia e prese a dedicarsi alla ricerca sui batteri.

#### Malattia e guarigione
Nel 1914, allo scoppio della prima guerra mondiale, Bach fu riformato alla visita di leva a causa delle sue precarie condizioni di salute, ma ciò nonostante gli fu affidata la responsabilità di quattrocento posti letto nell'Ospedale dove si era laureato. Nell'aprile 1917 la giovane moglie Gwendoline, sposata nel 1913, morì di difterite. Un mese dopo, a maggio, Bach sposò Kitty Light, la donna dalla quale aveva avuto una figlia, Evelyn detta Bobbie, l'anno prima. Nel luglio dello stesso anno, mentre stava operando, svenne a causa di una grave emorragia e fu operato d'urgenza. Gli venne diagnosticato un tumore alla milza che, nonostante l'asportazione, diede ai chirurghi motivo di prognosticargli tre mesi di vita a causa della diffusione di metastasi nel fegato.
Bach decise di reagire a questa notizia dalle conseguenze apparentemente inevitabili passando il proprio tempo in laboratorio, assorbito completamente dai propri esperimenti. Ma i tre mesi passarono e Bach non morì; la malattia regredì fino a scomparire del tutto e non si ripresentò per i successivi vent'anni. La sua esperienza personale fu forse alla base dell'idea che formò la base del pensiero di Bach, secondo cui avere una grande passione e una finalità precisa nella vita poteva essere di aiuto  nel ritrovare la salute; su questo principio di "grande vitalità" si fondano infatti i suoi rimedi.

### L'incontro con l'omeopatia
Durante i propri studi sui vaccini, Bach si imbatté nell'Organon di Samuel Hahnemann, medico tedesco fondatore dell'omeopatia. Nel lavoro di Hahnemann, Bach trovò un'affinità col proprio pensiero: entrambi erano dell'opinione che bisognava curare il malato e non la malattia. A differenza di Bach però, Hahnemann utilizzava anche erbe velenose e sostanze tossiche nei suoi rimedi, una pratica che Bach non condivideva.
Rimasto comunque affascinato dal lavoro dell'omeopata tedesco, cominciò a sintetizzare nuovi vaccini, detti nosodi, a partire dai batteri presenti nell'intestino. Questi sette vaccini orali – chiamati "sette nosodi di Bach" – vennero accolti con entusiasmo dagli ambienti della medicina alternativa dell'epoca e largamente utilizzati non solo nel Regno Unito, ma anche in Germania e negli Stati Uniti.
Si dedicò a tempo pieno alla sintesi dei vaccini fino al 1930. Scritti e conferenze ne ampliarono la fama, tanto che ben presto finì per essere considerato il "secondo Hahnemann". Fu in questo periodo che Bach cominciò a teorizzare una connessione tra la personalità dei suoi pazienti e i ceppi batterici - alla base dei nosodi - identificati nel loro intestino, convincendosi che se la cura avesse tenuto conto di tale relazione i risultati sarebbero stati senz'altro migliori.

### I fiori
(Edward Bach)
Bach "scoprì" i primi tre dei fiori che lo renderanno famoso (Impatiens, Mimulus e Clematis) tra il 1928 ed il 1930 e cominciò a interessarsi al loro potere guaritore. Nel giro di poco tempo lasciò Londra per dedicarsi completamente a questa nuova scoperta, rinunciando alla gestione in prima persona della propria clinica; da questo momento, inoltre, non volle più esser pagato per i suoi consigli e le sue prestazioni, e visse esclusivamente di donazioni.

### I "dodici guaritori"
Nel 1932 Bach aveva scoperto e raccolto dodici fiori base, secondo lui in grado di curare altrettanti stati d'animo. Li chiamò i dodici guaritori:
- Rock Rose per sopire il panico;
- Mimulus per paure riconosciute;
- Cerato per la richiesta di consigli ad altri;
- Scleranthus per l'indecisione tra due scelte;
- Gentian per lo scoraggiamento;
- Water Violet per le persone troppo riservate;
- Impatiens per l'impazienza;
- Agrimony per il tormento nascosto dietro una facciata allegra;
- Chicory per l'amore di tipo possessivo;
- Vervain per l'entusiasmo eccessivo;
- Clematis per i sognatori e chi non vive nel presente;
- Centaury per chi non sa dire di no.

A questo punto, Bach cominciò a divulgare i suoi rimedi. Tra il 1929 e il 1934 scrisse alcuni articoli e due libretti divulgativi: Guarisci te stesso (Heal Thyself) e I dodici guaritori e altri rimedi (The Twelve Healers and Other Remedies), che contenevano in forma più approfondita informazioni già contenute nel precedente volume Libera te stesso (Free Thyself).

### Gli ultimi anni
Nel 1934 si trasferì definitivamente a Brightwell cum Sotwell, piccolo villaggio nell'Oxfordshire, dove continuò le sue ricerche sui fiori, individuando i cosiddetti "sette aiutanti", fiori che sarebbero stati in grado di curare altre sfumature emozionali rispetto ai primi dodici. Nel 1935 i rimedi erano diventati 38 e Bach abbandonò le due classificazioni.
Il 27 novembre 1936, a cinquant'anni, Edward Bach morì a Didcot, in una casa di cura vicino alla sua abitazione, dove era da poco ricoverato. Le cause della morte furono «sarcoma e scompenso cardiaco» dovuto a una recidiva del tumore che lo aveva colpito 19 anni prima. La sua casa di Mount Vernon venne lasciata in eredità alla stretta collaboratrice Nora Weeks, sua esecutrice testamentaria, e a Victor Bullen, suo caro amico e collaboratore di Cromer. Oggi è sede della Fondazione in suo onore e di un piccolo museo.

## Pubblicazioni

### In italiano
- Guarire con i Fiori - Nuova Ipsa, Palermo.
- I fiori curativi e altri rimedi - Giunti editore
- Essere se stessi - Macro Edizioni
- Libera te stesso - Macro Edizioni

### In inglese
- Twelve Great Remedies (1933)
- The Twelve Healers and Four Helpers (1933)

#### Pubblicazioni su riviste scientifiche
- The Relation of Vaccine Therapy to Homeopathy by Edward Bach M.B., B.S., D.P.H., The British Homeopathic Journal in April 1920
- The Nature of Serum Antitrypsin and its Relation to Autolysis and the Formation of Toxins by F.H. Teal and E. Bach, The Proceedings of The Royal Society of Medicine, 1920.
- The Relation of Autotryptic Titre of Blood to Bacteria Infection and Anaphylaxis by F. H. Teal and E. Bach, The Proceedings of The Royal Society of Medicine, 1920
- The fate of ‘washed spores’ on inoculation into animals, with special reference to the Nature of Bacterial Toxaemia. by F.H. Teal and E. Bach, in Journal of Pathology and Bacteriology, 1920
- Intestinal Toxaemia in its Relation to Cancer, British Homeopathic Congress, London, 1924
- The Cronic Disease, one hipotesis of action by E. Bach and Charles E. Wheeler, 1925
- The problem of Cronic Disease, E. Bach, C.E.Wheeler, and T.M.Dishington, British Homeopathic Congress, London, 1927
- An effective Method of Combating Intestinal Toxaemia, The Medical World, London 1928
- The Rediscovery of Psora, The British Homeopathic Journal, 1929
- An effective Method of Preparing Vaccines for Oral Administration The Medical World, London, 1930
- Some new Remedies and new uses Homeopathic World, February 1930